# ریچارد پواتیه‌ای
ریچارد پواتیه‌ای (انگلیسی: Richard of Poitiers)، معروف به ریچارد کلونی، راهب بندیکتی کلونی و نویسنده تعداد کمی آثار تاریخی شامل یک وقایع‌نامه جهانی، رساله‌ها و اشعار است. اطلاعات اندکی دربارهٔ جزئیات زندگی وی وجود دارد که برگرفته از کتاب وی با عنوان کرونیکا است. بر این اساس، وی در شهر پواتیه فرانسه به دنیا آمده‌است.
وقایع‌نامه وی مشتمل بر تاریخ خلقت از آدم تا زمان خود مؤلف بوده و دهه‌های ۱۱۶۰ و ۱۱۷۰ به نگارش درآمده است. این اثر حاوی اطلاعات مهمی دربارهٔ نخستین جنگ صلیبی با استناد به کتاب فوشیه شارتری و جنگ صلیبی دوم است.